# Hartmeyeria arctica
Hartmeyeria arctica är en sjöpungsart som beskrevs av Korczynski 1989. Hartmeyeria arctica ingår i släktet Hartmeyeria och familjen lädermantlade sjöpungar.
Artens utbredningsområde är Norra Ishavet. Inga underarter finns listade i Catalogue of Life.